# 노이즈맙
노이즈맙(Noise Mob)은 라임어택과 마이노스가 2012년에 결성한 대한민국의 힙합 듀오이다. 노이즈맙의 정규 음반 발매가 키비, 마이노스, 라임어택 등이 2011년에 설립한 스탠다트의 첫 활동이었다.

## 디스코그래피
- "Go MOBday" 디지털 싱글 발매 (2012)
- 정규 1집 M.O.B 발매 (2012)
- "I don't like it" 디지털 싱글 발매 (2012)
- "magnolia" 디지털 싱글 발매 (2012)